# Set Me Free (canción de Raven-Symoné)
"Set Me Free" (en español Déjame Libre) es una canción de la cantante, actriz y compositora americana Raven-Symoné, grabada para su tercer álbum de estudio This Is My Time.
La canción habla sobre un amor condicional y la manera en que viven éstas 2 personas involucradas, una declaración de independencia de un novio demasiado posesivo. Fue escrita por Raven-Symoné, James Gass, Sean Hurley y Robin Thicke, y producida por este último junto con Pro-Jay.

## Créditos y personal
- Compositores: Raven-Symoné, James Gass, Robin Thicke, Sean Hurley.[5]
- Productores: Robin Thicke y Pro Jay para ThickeGass Productions.[5]
- Mezcla: Pro Jay.[5]